# شین اولترامان
شین اولترامان هو فيلم بطل خارق كايجو ياباني من إخراج شينجي هيغوتشي وتأليف وانتاج هيدياكي أنو.